# Syriana
Syriana (prt: Syriana; bra: Syriana - A Indústria do Petróleo) é um filme norte-americano de 2005 do gênero suspense-dramático e político, escrito e dirigido por Stephen Gaghan, e George Clooney como produtor executivo, que também estrela o filme. O roteiro de Gaghan é um pouco adaptado do livro de memórias See No Evil do ex-agente da CIA Robert Baer. O filme enfoca a política do petróleo e a influência global da indústria do petróleo, cujos efeitos políticos, econômicos, legais e sociais são vivenciados por um agente da Agência Central de Inteligência (George Clooney), analista de energia (Matt Damon), um advogado de Washington, D.C. (Jeffrey Wright) e um jovem trabalhador imigrante paquistanês desempregado (Mazhar Munir) em um estado árabe no Golfo Pérsico. O filme também apresenta um extenso elenco de apoio, incluindo Amanda Peet, Tim Blake Nelson, Mark Strong, Alexander Siddig, Amr Waked e os vencedores do Oscar, Christopher Plummer, Chris Cooper e William Hurt.
O filme foi filmado em 200 locais em 5 continentes, com grandes partes gravadas no Oriente Médio, África e Washington, D. C. Em uma entrevista com Charlie Rose, Gaghan descreveu incidentes (incluindo mudanças planejadas de regime na Venezuela) de reuniões pessoais e entrevistas com os mais poderosos proprietários de petróleo, donos de meios de comunicação, lobistas, advogados e políticos que foram incluídos no filme. Como no roteiro de Gaghan para Traffic, Syriana usa várias histórias paralelas, pulando entre locais no Irã, Texas, Washington, D. C., Suíça, Espanha e Líbano. Gaghan mudou os nomes das entidades que atualmente operam no Oriente Médio, mantendo seu lugar na história. O Comitê de Libertação do Irã foi baseado em uma organização chamada Comitê de Libertação do Iraque.
Clooney ganhou o Oscar de Melhor Ator Coadjuvante por seu papel como Bob Barnes, e o roteiro de Gaghan foi indicado pela Academia na categoria de Melhor Roteiro Original. Em 20 de abril de 2006, o filme havia arrecadado um total de US$ 50,82 milhões nas bilheterias dos EUA e US$ 42,9 milhões no exterior, totalizando US$ 93,73 milhões.
Em 2006 Stéphanie Vergniault, uma especialista em geopolítica no Oriente Médio entrou com um processo contra a Warner Bros. e a Section Eight Productions, de Steven Soderbergh e George Clooney, ao considerar que o roteiro do filme é um plágio de um de seus trabalhos, alegando que o filme plagiou cenas inteiras e personagens do roteiro que ela escreveu há vários anos. Os cineastas estão sendo processados em 2 milhões de euros (2,4 milhões de dólares). O processo foi feito em um tribunal de Paris. Vergniault alega que trabalhou em um roteiro intitulado Oversight de 1997 a 2003, registrando-o no órgão de direitos autorais francês em setembro de 2004, e obtendo os direitos da história nos Estados Unidos um mês depois. Seu roteiro conta a história de um ex-agente da CIA que é readmitido pela organização para reativar uma rede subterrânea no Afeganistão em prol de uma empresa de petróleo estadunidense. O tribunal parisiense rejeitou seu processo, afirmando que o roteiro da Warner Bros. estava terminado em novembro de 2003, antes de Vergniault enviar, como ela alega, em 2004, sua história para uma sociedade canadense ligada à Warner em 2004, na esperança de produzir seu filme. Além disso, o juiz considerou que o filme estadunidense contou com uma intriga política e não uma história de amor, como no caso de Oversight. Stéphanie Vergniault foi condenada a pagar uma parte das despesas judiciais dos produtores de Syriana.

## Sinopse
Syriana é um thriller político que estreou nos cinemas brasileiros em fevereiro de 2006. O título Syriana não é muito bem explicado na fita, mas ao que tudo indica refere-se ao termo pelo qual é conhecida, nas comunidades  de informação e comando mundial do negócio de petróleo, a nova partilha política realizada pelos ganhadores da guerra nos territórios e populações situados sobre os lençóis de petróleo do Oriente Médio, logo após o término  da 2ª Guerra Mundial. A palavra syriana voltou ser utilizada após a Guerra do Golfo e novamente após a derrubada do governo de Saddam Hussein no Iraque, na chamada Guerra do Iraque, para se referir a disputa entre as grandes corporações dos EUA e aliados pelo direito de reconstruir as cidades destruídas pelas guerras e, claro, quem ficará responsável pelos lençóis de petróleo.
O filme foca-se na política de petróleo, e na influência global da indústria petrolifera, cujos efeitos políticos, econômicos, jurídicos e sociais, são sentidos por um agente da CIA (George Clooney), um analista de energia (Matt Damon), um advogado de Washington (Jeffrey Wright), e um jovem trabalhador desempregado paquistanês (Mazhar Munir), em um país árabe no Golfo Pérsico.
Pax Syriana (em latim) é um termo utilizado nos estudos das relações internacionais no Oriente Médio, geralmente com relação aos esforços da Síria para influenciar seus vizinhos, particularmente o Líbano. A ideia por trás da Pax Syriana é que a Síria, através de diplomacia e força militar, poderia assegurar a paz no Líbano. O termo é baseado na Pax Romana e na Pax Britannica.[carece de fontes?]

## Elenco
- George Clooney como Bob Barnes
- Matt Damon como Bryan Woodman
- Jeffrey Wright como Bennett Holiday
- Christopher Plummer como Dean Whiting
- Nicky Henson como Sydney Hewitt
- David Clennon como Donald Farish III
- Amanda Peet como Julie Woodman
- Peter Gerety como Leland "Lee" Janus
- Chris Cooper como Jimmy Pope
- Tim Blake Nelson como Daniel "Danny" Dalton, Jr.
- William Hurt como Stan Goff
- Mark Strong como Mussawi
- Mazhar Munir como Wasim Ahmed Khan
- Nadim Sawalha como Emir Hamed Al-Subaai
- Alexander Siddig como Príncipe Nasir Al-Subaai
- Akbar Kurtha como Príncipe Meshal Al-Subaai
- Amr Waked como Muhammad Sheikh Agiza

## Produção
Enquanto trabalhava em Traffic, Stephen Gaghan começou a ver paralelos entre o vício em drogas e a dependência americana de petróleo estrangeiro. Outra fonte de inspiração veio do 11 de setembro e da falta de conhecimento de Gaghan sobre o Oriente Médio. Ele disse: "Quando o 11 de setembro aconteceu, de repente foi uma guerra ao terror, que eu considero uma guerra às emoções. Tudo começou a clicar para mim". Algumas semanas após o 11 de setembro, Steven Soderbergh enviou a Gaghan uma cópia das memórias do ex-oficial da CIA Robert Baer, See No Evil. O roteirista leu o livro e queria transformá-lo em um filme, porque acrescentou outra camada à história que Gaghan queria contar. Soderbergh comprou os direitos de See No Evil e negociou o acordo com a Warner Bros.
Gaghan encontrou Baer para almoçar e, em seguida, durante seis semanas em 2002, os dois homens viajaram de Washington para Genebra, para a Riviera Francesa, para Líbano, Síria e Dubai, encontrando-se com lobistas, traficantes de armas, comerciantes de petróleo, oficiais árabes e o líder espiritual de Hezbollah. Conhecendo Baer, Gaghan percebeu que o homem "havia saído e feito e visto coisas sobre as quais ele não tinha permissão para falar, e não faria, mas estava com raiva e também tentando compensar". Antes de qualquer filmagem, Gaghan convenceu a Warner Bros. a dar-lhe um orçamento de pesquisa ilimitado e sem prazo. Ele fez seu próprio trabalho braçal, encontrando-se com comerciantes de petróleo em Londres e advogados em Washington, DC. Momentos depois de chegar a Beirute em 2002, Gaghan foi retirado do aeroporto de olhos vendados e capuz, onde se encontrou com o Sheik Mohammed Hussein Fadlallah, interessado em filmes. Ele decidiu conceder uma audiência ao escritor, mesmo que ele não tivesse solicitado. Além disso, Gaghan jantou com homens suspeitos de matar o ex-primeiro-ministro libanês Rafiq Hariri e se reuniu com o ex-presidente do Conselho de Política de Defesa Richard Perle. Para conseguir os encontros, como Gaghan revelou em entrevistas na época do lançamento do filme, tinha Hollywood a seu favor; ao mesmo tempo, não carregava a pecha de ser da imprensa, "Ao saber que eu era do cinema, e não um jornalista, contrabandistas de armas me recebiam alegres e perguntavam detalhes sobre a vida de Angelina Jolie", recordou.
Gaghan citou como influências sobre sobre Syriana, filmes europeus como Roma, Cidade Aberta de Roberto Rossellini, Z de Constantin Costa-Gavras, e A Batalha de Argel de Gillo Pontecorvo.
Outra influência ou recurso - que também pode explicar o uso de um clipe de documentário com John D. Rockefeller no filme — é o fato de a esposa do estilista de Gaghan, Minnie Mortimer, ser a bisneta do ex-executivo da Standard Oil, Henry Morgan Tilford.
Harrison Ford recusou o papel de Bob Barnes (o papel de George Clooney), lamentando-o mais tarde, afirmando: "Não me senti suficientemente forte sobre a verdade do material e acho que cometi um erro". Este é o segundo papel escrito por Stephen Gaghan que a Ford declinou, depois de recusar o papel de Robert Wakefield em Traffic, um papel que acabou sendo atribuído a Michael Douglas.

### Filmagem principal
Gaghan filmou em mais de 200 locais em quatro continentes com 100 partes falantes. Syriana originalmente tinha cinco histórias, todas as quais foram filmadas. A quinta história, centrada em Michelle Monaghan, interpretando uma Miss EUA que se envolve com um rico petroleiro árabe, foi cortada quando o filme se tornou muito complicado. Além disso, um papel desempenhado por Greta Scacchi, como esposa de Bob Barnes, também foi cortado antes do lançamento final. Partes do filme foram filmadas no Líbano, Dubai e outras partes do Oriente Médio.

### Trilha sonora
A trilha sonora e as músicas originais foram compostas por Alexandre Desplat.
A trilha sonora de Desplat foi indicada ao Globo de Ouro de Melhor Trilha Sonora Original.

### Lista de faixas
1. Syriana 2:28
2. Driving In Geneva 2:45
3. Fields Of Oil 2:10
4. The Commute 4:22
5. Beirut Taxi 3:46
6. Something Really Cool 1:38
7. Syriana (Piano Solo) 3:18
8. I'll Walk Around 2:37
9. Access Denied 2:51
10. Electricity 3:59
11. Falcons 0:57
12. The Abduction 4:17
13. Tortured 2:17
14. Take the Target Out 1:23
15. Truce 1:42
16. Mirage 1:39
17. Fathers and Sons 3:38

## Título
O título do filme é sugerido como derivado da hipótese Pax Syriana, como uma alusão ao necessário estado de paz entre a Síria e os EUA no que se refere ao negócio de petróleo. Em uma entrevista de dezembro de 2005, Baer disse a NPR que o título é uma metáfora para a intervenção estrangeira no Oriente Médio, referindo-se a think tank pós-Primeira Guerra Mundial de estudos estratégicos para a criação de um estado artificial (como o Iraque, criado a partir de elementos de antigo Império Otomano), que garantiu o acesso ocidental contínuo ao petróleo bruto.
O site do filme afirma que "'Syriana' é um termo real usado pelos think tanks de Washington para descrever uma remodelação hipotética do Oriente Médio". Gaghan disse que via Syriana como "uma grande palavra que poderia representar a esperança perpétua do homem de refazer qualquer região geográfica para atender às suas próprias necessidades". A palavra Syriana deriva da Síria + o sufixo latino -ana; significa, grosso modo, "à maneira da Síria". Historicamente, a Síria não se refere ao estado que leva o nome desde 1944, mas a uma terra mais extensa estendendo-se das costas orientais do mar Mediterrâneo até o meio rio Eufrates e a borda oeste das estepes do deserto, e do sistema taurico de montanhas ao norte até a beira do deserto do Sinai no sul. Essa terra fazia parte do Crescente Fértil e historicamente tem sido uma junção geopolítica crucial para rotas comerciais do oriente, da Ásia Menor e do Mar Egeu e do Egito, e tem sido foco de grandes conflitos de poder. A palavra Síria não aparece no original hebraico das Escrituras, mas aparece na Septuaginta como a tradução de Aram. Heródoto fala de "sírios" como idênticos aos assírios, mas o significado geográfico do termo não estava bem definido nos tempos pré e grego. Como termo étnico, "sírio" passou a se referir na Antiguidade a povos semitas que viviam fora das áreas da Mesopotâmia e da Arábia. As administrações greco-romanas foram as primeiras a aplicar o termo a um distrito definido.

## Lançamento
Syriana foi lançado em 23 de novembro de 2005 em um lançamento limitado em apenas cinco cinemas, arrecadando US$ 374 502 no fim de semana de estreia. Foi lançado em 9 de dezembro de 2005 em 1,752 cinemas, faturando US$ 11,7 milhões naquele fim de semana. A produçãofaturou US$ 50,8 milhões na América do Norte e US$43,1 milhões no exterior, totalizando US$ 93,9 milhões. As autoridades censuradoras de algumas partes do Oriente Médio censuraram partes do filme, porque mostravam estrangeiros sendo maltratados. Embora o abuso de trabalhadores estrangeiros seja abundante, as autoridades do censor consideraram essas cenas insultantes.

## Recepção
Syriana recebeu críticas geralmente positivas. No site agregador de análises Rotten Tomatoes, tem uma classificação de 73% com base em 197 análises, com uma pontuação média de 6.87/10. O consenso do site declara: "Ambicioso, complicado, intelectual e exigente de seu público, Syriana é um emocionante suspense geopolítico e um alerta para o complacente". O filme tem uma pontuação de 76 em 100 no Metacritic com base em 40 críticos indicando "Revisões geralmente favoráveis".
Como filme, a principal crítica, mesmo entre os críticos que elogiaram o filme, foi a confusão criada após inúmeras histórias. A maioria dos críticos afirmou que era quase impossível seguir o enredo, embora alguns, principalmente Roger Ebert, elogiassem precisamente essa qualidade do filme e oferecessem uma interessante possibilidade de história oculta (um acordo secreto entre os EUA e a China envolvendo petróleo sendo enviado pelo Cazaquistão e passado como proveniente de uma fonte diferente). A confusão da platéia imita a confusão dos personagens, que estão envolvidos nos eventos ao seu redor, sem uma compreensão clara do que exatamente está acontecendo. Assim como no roteiro de Gaghan para Traffic, Syriana usa várias histórias paralelas, saltando de locais no Texas, Washington D. C., Suíça, Espanha e Oriente Médio, levando o crítico de cinema Ebert a descrever o filme como um filme-coral.
USA Today deu ao filme três estrelas e meia em quatro e escreveu: "Gaghan assume que seu público é inteligente o suficiente para seguir sua turnê explosiva pela petro-política global. O resultado é instigante e irritante, emocionalmente envolvente e intelectualmente estimulante".
Philip French, em sua crítica ao The Observer, elogiou o filme como "atencioso, emocionante e urgente". Peter Bradshaw escreveu: "Mas o que complica a trama é a relutância do escritor e diretor Stephen Gaghan em criticar demais os Estados Unidos. Em vez de complexidade, existe um emaranhado inexpressivo e oculto, que oculta uma espécie de correção política complacente".
Ebert o nomeou o segundo melhor filme de 2005, atrás de Crash. Peter Travers, da Rolling Stone, o nomeou como o terceiro melhor filme de 2005. Entertainment Weekly classificou Syriana como um dos 25 "poderosos thrillers políticos" da história do cinema.

### As dez principais listas
Syriana foi listado nas dez melhores listas de muitos críticos.
- 1st – Richard Roeper, Ebert & Roeper[35]
- 2nd – Roger Ebert, Chicago Sun-Times
- 2nd – James Berardinelli, Reelviews
- 2nd – Kenneth Turan, Los Angeles Times
- 3rd – Christy Lemire, Associated Press[36]
- 3rd – Alison Benedikt, Chicago Tribune
- 3rd – Peter Travers, Rolling Stone
- 4th – Ann Hornaday, Washington Post
- 6th – David Germain, Associated Press[36]
- 7th – Rene Rodriguez, Miami Herald
- Os 10 melhores (listados em ordem alfabética) – Carrie Rickey, Philadelphia Inquirer
- Os 10 melhores (listados em ordem alfabética) – Carina Chocano, Los Angeles Times

## Premiações
George Clooney ganhou um Oscar de Melhor Ator Coadjuvante e o filme foi indicado para um Oscar de melhor roteiro original e um Globo de Ouro de Melhor Ator Coadjuvante em um filme. Ele também foi indicado ao prêmio BAFTA de melhor ator em um papel de apoio.
O filme ganhou o Grande Prêmio do Sindicato Belga de Críticos de Cinema.
O National Board of Review nomeou Syriana um dos melhores filmes do ano e o roteiro de Stephen Gaghan como o Melhor Roteiro Adaptado.